# Bacardi 151
Bacardi 151 è un rum prodotto nelle distillerie portoricane della Bacardi e fa parte dei rum overproof a causa del suo elevato grado alcolico (75,5%).

## Descrizione
È di colore ambrato e viene impiegato principalmente per cocktail e bevande a base di rum, inoltre per via della sua alta infiammabilità è utilizzato in cucina per la preparazione di piatti flambé.